# Rachispoda paludicola
Rachispoda paludicola är en tvåvingeart som beskrevs av Wheeler 1995. Rachispoda paludicola ingår i släktet Rachispoda och familjen hoppflugor.
Artens utbredningsområde är Dominica. Inga underarter finns listade i Catalogue of Life.